# Heng Fa Chuen (stacja MTR)
Heng Fa Chuen (chiński: 杏花邨) – jedna ze stacji MTR, systemu szybkiej kolei w Hongkongu, na Island Line. Została otwarta 31 maja 1985. 
Znajduje się na wyspie Hongkong, w centrum obszaru Heng Fa Chuen, w dzielnicy Eastern. 